# SN 1961Q
SN 1961Q – supernowa odkryta 30 listopada 1961 roku w galaktyce NGC 550. W momencie odkrycia miała maksymalną jasność 17,20m.